# Archibald Little
Archibald Little, britanski general, * 1896, † 1981.